# Abweitung
Die Abweitung (engl. departure) bezeichnet die Länge eines Breitenkreisbogens zwischen zwei Punkten derselben geographischen Breite {\displaystyle \,\phi } auf der Erdoberfläche. Die Abweitung ist am Äquator mit etwa 111 km bei einer Längendifferenz von 1° am größten und nimmt zu den Polen hin ab, an denen sie den Wert Null hat. Die Abweitung ist – abgesehen vom Äquator – größer als die kürzeste Entfernung auf der Erdoberfläche zwischen den beiden Punkten, da der Äquator als einziger Breitenkreis ein Großkreis ist. Die Abweitung unterscheidet sich damit wesentlich vom Abstand zweier Punkte entlang eines Meridians, denn dieser ist (auf der Kugel) nur von der Breitendifferenz, nicht von der Breite selbst oder der Länge abhängig.
In der Nautik ist die Abweitung also die mit dem Parallelkreis zusammenfallende Kathete im Kursdreieck.
Oft wird die Definition der Abweitung auch eingeschränkt auf den Abstand entlang eines Breitenkreises zwischen zwei Meridianen, die genau 1° auseinander liegen.

## Berechnung
Auf einer kugelförmigen Bezugsfläche berechnet sich die Länge des Breitenkreisbogens zwischen zwei Punkten der geographischen Breite {\displaystyle \,\phi } und der geographischen Längen {\displaystyle \,\lambda _{1}} und {\displaystyle \,\lambda _{2}} mit {\displaystyle \Delta \lambda =|\lambda _{2}-\lambda _{1}|} und dem Umfang {\displaystyle U_{\phi }} des Breitenkreises aus:
{\displaystyle \mathrm {Abweitung} ={\frac {\Delta \lambda }{360^{\circ }}}\cdot U_{\phi }.}
Der Umfang eines Breitenkreises ist von der geographischen Breite sowie dem Erdradius {\displaystyle R} oder dem Erdumfang {\displaystyle U} abhängig:
{\displaystyle U_{\phi }=2\pi R\cos \phi =U\cos \phi .}
Für die Abweitung auf einer kugelförmigen Bezugsfläche ergibt sich damit:
{\displaystyle \mathrm {Abweitung} ={\frac {\Delta \lambda \cdot U}{360^{\circ }}}\cos(\phi ).}
Wird für genauere Berechnungen ein Referenzellipsoid als Bezugsfläche verwendet, kann der Umfang eines Breitenkreises nicht wie oben berechnet werden. Stattdessen wird der Querkrümmungsradius {\displaystyle N(\phi )} der geographischen Breite {\displaystyle \,\phi }, d. h. der Normalkrümmungsradius einer geodätischen Linie quer zum Meridian, verwendet: 
{\displaystyle \mathrm {Abweitung} ={\frac {\Delta \lambda }{360^{\circ }}}\cdot 2\pi N(\phi )\cdot \cos(\phi ).}

## Werte
Die folgende Tabelle zeigt die Abweitung in Abhängigkeit von der geographischen Breite {\displaystyle \,\phi } für zwei Referenzellipsoide. Die letzte Spalte gibt zum Vergleich die Meridianbogenlänge zwischen der Breite {\displaystyle \,\phi -0{,}5^{\circ }} und der Breite {\displaystyle \,\phi +0{,}5^{\circ }} an, deren Abhängigkeit von der Breite gering ist.
| Abweitung | Abweitung        | Abweitung        | Abweitung        | Abweitung | Meridian- bogen- länge |
|           | Bessel-Ellipsoid | Bessel-Ellipsoid | Bessel-Ellipsoid | WGS84     | WGS84                  |
| Breite    | 1° [km]          | 1′ [m]           | 1″ [m]           | 1° [km]   | 1° [km]                |
| --------- | ---------------- | ---------------- | ---------------- | --------- | ---------------------- |
| 0°        | 111,307          | 1855             | 30,9             | 111,319   | 110,574                |
| 10°       | 109,627          | 1827             | 30,5             | 109,639   | 110,608                |
| 20°       | 104,635          | 1744             | 29,1             | 104,647   | 110,704                |
| 30°       | 96,475           | 1608             | 26,8             | 96,486    | 110,852                |
| 40°       | 85,384           | 1423             | 23,7             | 85,394    | 111,035                |
| 45°       | 78,837           | 1314             | 21,9             | 78,847    | 111,132                |
| 50°       | 71,687           | 1195             | 19,9             | 71,696    | 111,229                |
| 60°       | 55,793           | 930              | 15,5             | 55,800    | 111,412                |
| 70°       | 38,182           | 636              | 10,6             | 38,187    | 111,562                |
| 80°       | 19,391           | 323              | 5,4              | 19,393    | 111,660                |
| 90°       | 0,000            | 0                | 0,0              | 0,000     | 111.694                |

Sekundengenaue geographische Koordinaten sind also in Mitteleuropa (auf etwa 49° Breite) in der Länge auf 20 Meter genau. In der Breite haben sie dagegen unabhängig vom Ort eine Genauigkeit von etwa 30 Meter. Metergenaue Position bedarf also zumindest der zweiten Kommastelle der Dezimalsekunden.